# Lefkímmi
Lefkímmi (engelska: Lefkimmi) är en ort i Grekland.   Den ligger i prefekturen Nomós Kerkýras och regionen Joniska öarna, i den västra delen av landet, 400 km nordväst om huvudstaden Aten. Lefkímmi ligger 29 meter över havet och antalet invånare är 2 935. Den ligger på ön Korfu.
Terrängen runt Lefkímmi är platt. Havet är nära Lefkímmi åt nordost.  Närmaste större samhälle är Igoumenitsa, 19,0 km nordost om Lefkímmi. 